# Chuck Flores
Charles Walter "Chuck" Flores (født 5. januar 1935 i Orange, Californien, USA, 24. november 2016) var en amerikansk jazztrommeslager.
Flores spillede i West-Coast style, og spillede med bl.a. Art Pepper, Bud Shank, Woody Herman og Maynard Ferguson.
Han blev undervist af Shelly Manne. Han har lavet et plader i eget navn.